# Umbrărești, Galați
Umbrărești este satul de reședință al comunei cu același nume din județul Galați, Moldova, România.

## Personalități
- Anton Moisescu (1913 - 2002), politician comunist, președintele Băncii de Stat a Republicii Populare Române, ministru plenipotențiar în SUA și Argentina

 Acest articol despre o localitate din județul Galați este deocamdată un ciot. Puteți ajuta Wikipedia prin completarea lui.